# Michelhausen
Michelhausen è un comune austriaco di 2 849 abitanti nel distretto di Tulln, in Bassa Austria; ha lo status di comune mercato (Marktgemeinde). Nel 1972 ha inglobato il comune soppresso di Rust im Tullnerfeld, paese natale del cancelliere Leopold Figl (1902-1965).